# Graptoloidea
Ordre
Synonymes
- Graptoloida Mitchell et al., 2013
- Graptoloidea Lapworth, 1875
- Rhabdophora Allman, 1872

Les Graptoloidea constituent un ordre fossile de graptolites, des animaux vivant en colonies et rattachés à l'embranchement des Hemichordata. 

## Description
La classe des Graptolithina se subdivise en deux ordres : les Dendroidea (dendroïdes), en forme de dendrites ou de branches (avec un grand nombre d'axes par branche), et les Graptoloidea, qui possèdent moins de branches (souvent 1 ou 2) comme Monograptus et Didymograptus.
Les dendroïdes sont plus anciens (Cambrien supérieur) et souvent fixés sur le fond marin. Les Graptoloidea se sont séparés des dendroïdes (mode de vie planctonique) au début de l'Ordovicien, probablement en passant par des stades semi-planctoniques, et sont prolifiques jusqu'au début du Dévonien. À partir de ce système, seules les formes les plus primitives survivent, pour disparaître au Carbonifère inférieur.

## Taxons de rangs inférieurs
SelonBioLib (13 octobre 2019), il y a six sous-ordres et un genre non classé :

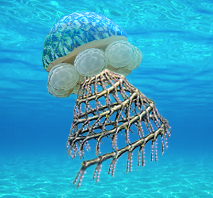
Restitution hypothétique d'un Graptoloidea.

- †Axonophora Frech, 1897
- †Dichograptina Lapworth, 1873
- †Glossograptina Jaanusson, 1960
- †Graptodendroidina Mu & Lin, 1981
- †Sinograpta Maletz et al., 2009
- †Joamgsjamotes

### Aperçu des familles
Abrograptidae - Azygograptidae - Corynoididae - Cyrtograptidae - Dicaulograptidae - Dichograptidae - Dicranograptidae - Dimorphograptidae - Diplograptidae - Glossograptidae - Glyptograptidae - Goniograptidae - Kalpinograptidae - Kinnegraptidae - Lasiograptidae - Leptograptidae - Loganograptidae - Monograptidae - Nemagraptidae - Ordosograptidae - Orthograptidae - Peiragraptidae - Plectograptidae - Prokinnegraptidae - Pseudoclimacograptidae - Pseudotrigonograptidae - Reteograptidae - Retiolitidae - Sinograptidae - Tridensigraptidae